# Милански университет
Миланският университет (на италиански: Università degli Studi di Milano или Statale di Milano) е най-големият държавен университет в Милано и Ломбардия. Той е единственият италиански университет, влизащ в Лигата на европейските изследователски университети.

## История
Миланският държавен университет е основан на 30 септември 1923 година след обединяването на художествено-философския факултет на Миланската Академия (Accademia, основана през 1861 г.) и Клиническия Институт за усъвършенстване (Istituti Clinici di Perfezionamento, основан от Луиджи Манджагали през 1906 година).

## Галерия
- Департамент по физика
- „Омега“, сграда на Департамента по химия
- Основна сграда на Департамента по фармация
- Департамент по математика „Федерико Енрикес“